# New Castle (Virginie)
Pour les articles homonymes, voir Newcastle.
New Castle est une petite ville située dans l’État américain de Virginie, dans le comté de Craig. C'est l'unique ville de ce comté, les sept autres agglomérations ont le statut de communauté non-incorporée.
La ville comptait 179 habitants lors du recensement de 2000.

## Source
- (en) Cet article est partiellement ou en totalité issu de l’article de Wikipédia en anglais intitulé « New Castle, Virginia » (voir la liste des auteurs).